# Rioolgas
Rioolgas is een gasmengsel dat ontstaat door de vergisting van organisch afval in rioolwater. Het bestaat hoofdzakelijk uit methaan, waterstofsulfide en kooldioxide. Van het afval van één persoon ontstaat dagelijks zo'n 30 liter gas.
Het H2S in rioolgas kan de betonnen rioolleidingen (meer bepaald het cement) aantasten vanwege omzetting onder zuurstofloze omstandigheden tot zwavelzuur. Hoofdrioolleidingen (stamriolen) worden daarom meestal in pvc vervaardigd. Op kritieke punten worden riolen of putten soms gecoat om aantasting te voorkomen.

## Nuttige toepassingen
Door het gas op te vangen dat ontstaat bij de afbraakprocessen, met name op de rwzi, wordt luchtvervuiling (broeikasgas) voorkomen en kan het soms ook nog nuttig gebruikt worden. Het in het gas aanwezige methaan kan gebruikt worden om elektriciteit op te wekken; zo werd dat gas in Duitse steden als Essen en München gebruikt als energiebron voor het openbaar vervoer.
Zie ook: Biogas